# Сентро де Реадаптасион Сосијал Монклова (Монклова)
Сентро де Реадаптасион Сосијал Монклова (шп. Centro de Readaptación Social Monclova) насеље је у Мексику у савезној држави Коавила у општини Монклова. Насеље се налази на надморској висини од 600 м.

## Становништво
Према подацима из 2005. године у насељу је живело 631 становника.

### Хронологија
| Година       | 2000 | 2005 |
| ------------ | ---- | ---- |
| Становништво | 453  | 631  |

### Попис
| # | Индикатор                        | Вредност |
| - | -------------------------------- | -------- |
| 1 | Укупно појединачних домаћинстава | 1        |